# Семенка (річка)
Семенка — річка  в Україні, у Вінницькому  районі Вінницької області, ліва притока Десни (басейн Південного  Бугу).

## Опис
Довжина річки 5,6 км., площа басейну - 10 км².

## Розташування
Бере  початок на півдні від Соболівки. Тече переважно на північний захід і у Сосонці впадає у річку Десну, ліву притоку Південного Бугу за 7,5 км від її гирла.